# (21010) Kishon
(21010) Kishon ist ein Asteroid des Hauptgürtels, der am 13. August 1988 vom deutschen Astronomen Freimut Börngen am Observatorium der Thüringer Landessternwarte Tautenburg (IAU-Code 033) entdeckt wurde.
Der Asteroid ist nach dem israelischen Journalisten und Schriftsteller Ephraim Kishon (1924–2005) benannt, der als einer der erfolgreichsten Satiriker des 20. Jahrhunderts gilt.